# サンニコーラ
サンニコーラ（イタリア語: Sannicola）は、イタリア共和国プッリャ州レッチェ県にある、人口約5,800人の基礎自治体（コムーネ）。

## 地理

### 位置・広がり

#### 隣接コムーネ
隣接するコムーネは以下の通り。
- アレーツィオ
- ガラトーネ
- ガッリーポリ
- ネヴィアーノ
- トゥーリエ

## 行政

### 分離集落
サンニコーラには、以下の分離集落（フラツィオーネ）がある。
- Chiesanuova, San Simone, Lido Conchiglie